# عملیات نورت‌وودز

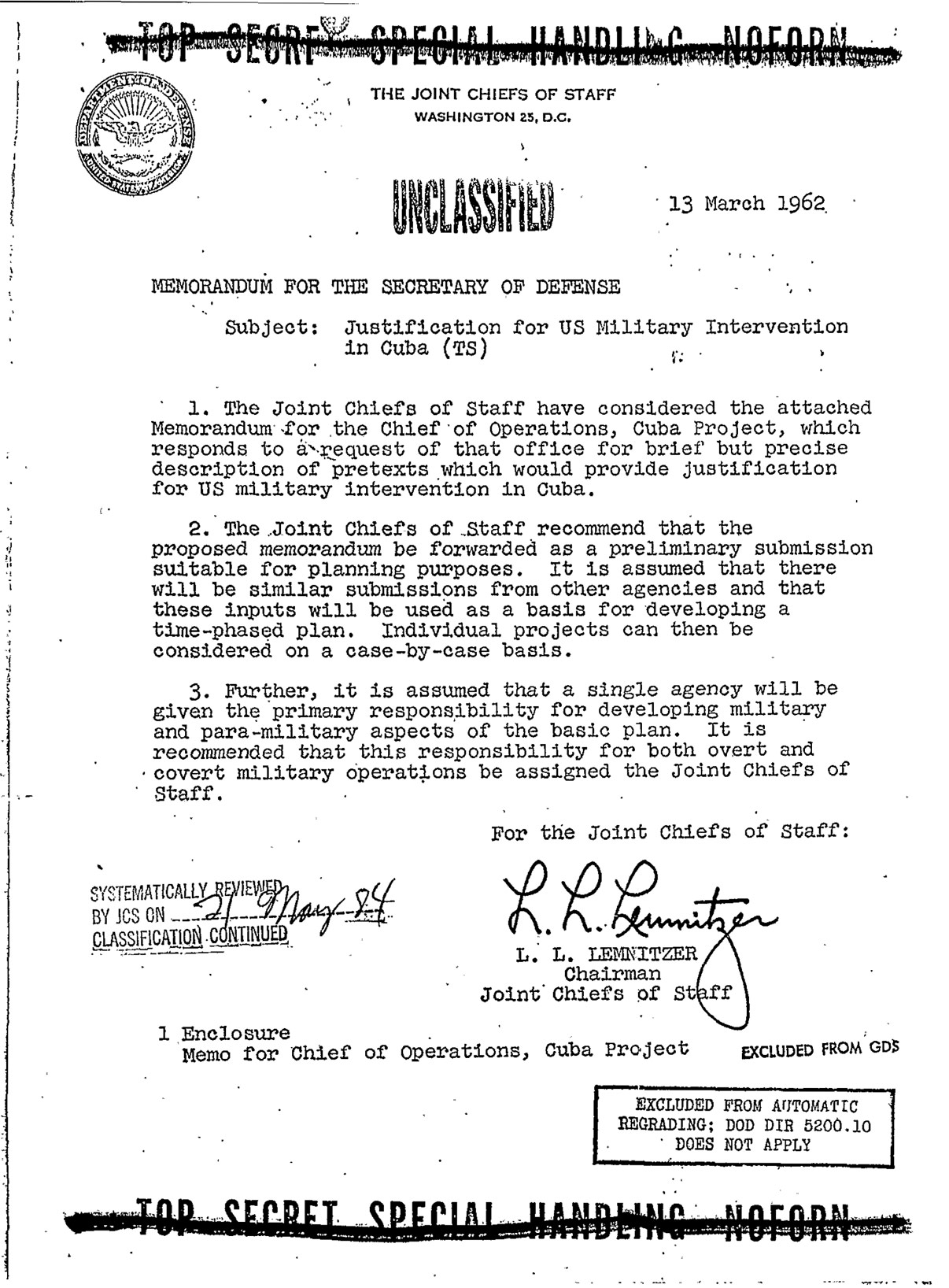
یادداشت عملیات نورت‌وودز(۱۳ مارس ۱۹۶۲)

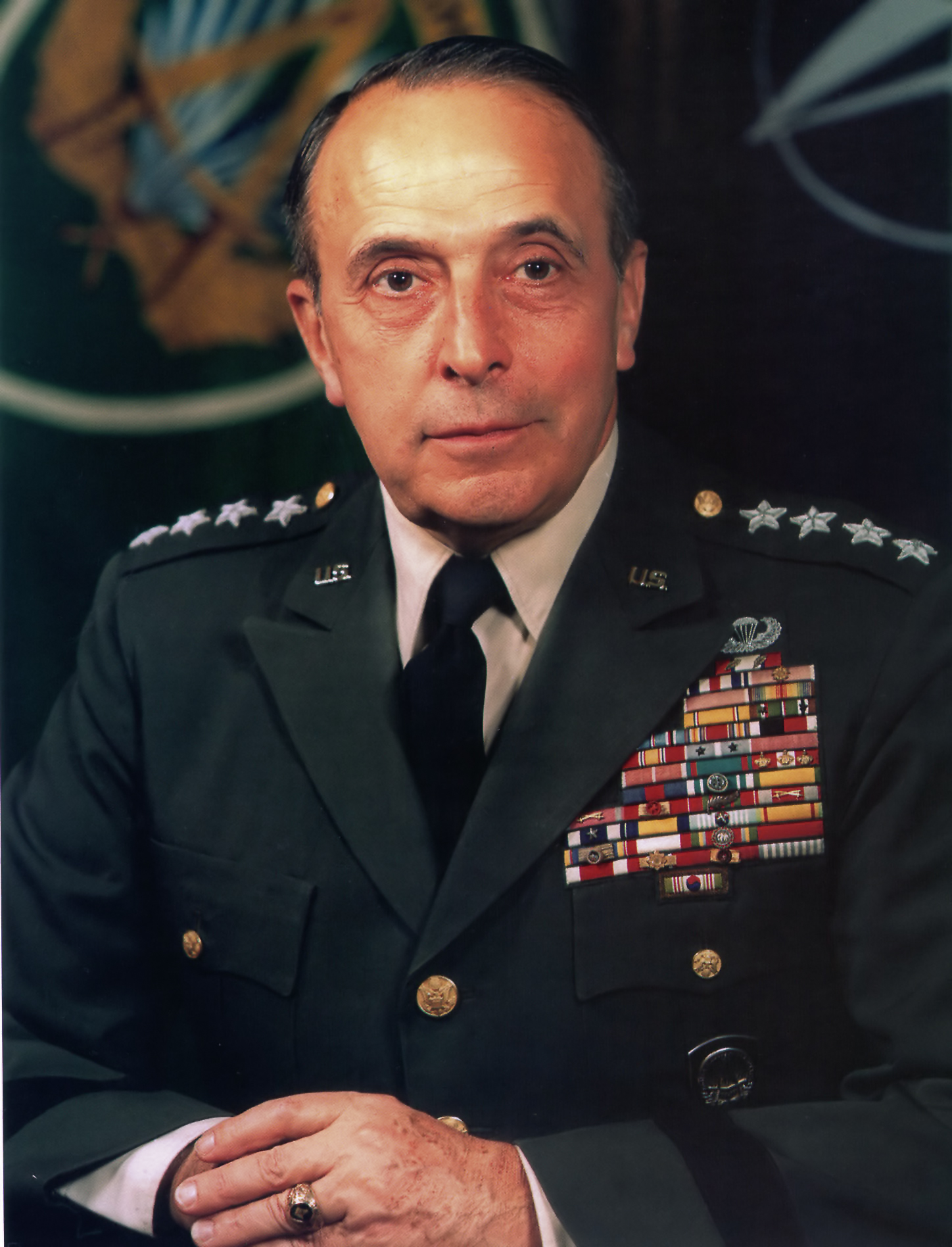
لیمان لمنیتزر که در آن‌زمان به عنوان رئیس ستاد مشترک ارتش مشغول به کار بود

عملیات نورت‌وودز (انگلیسی: Operation Northwoods) طرحی بود به نام پرچم دروغین که عملیاتی علیه دولت کوبا بود و فرماندهی آن در وزارت دفاع ایالات متحده آمریکا (DoD) و ستاد مشترک (JCS) از حکومت فدرال ایالات متحده آمریکا در سال ۱۹۶۲ بود.
هدف سیا (سیا) و سایر آژانس‌های دولت آمریکا سرزنش دولت کوبا نسبت به فعالان به ارتکاب اعمال تروریستی علیه آمریکا و غیرنظامیان و اهداف نظامی به عنوان توجیه جنگ علیه کوبا بود. در سند گنجانده شده بود که در طراحی عملیات کوبا émigrés ممکن است غرق شدن پناهندگان کوبایی در دریا یا ربودن هواپیما یا منفجر کردن کشتی آمریکا یا سازماندهی خشونت‌آمیز و تروریسم در شهرستانهای ایالات متحده را در پی داشته باشد. این پیشنهاد توسط جان اف. کندی رد شد؛ بدنبال آن به عنوان جایگزین طرح‌های دیگری مطرح شد؛ که از جمله عملیاتی به نام عملیات نورت‌وودز (Northwoods) توصیه شد. این عملیات (در کارزاری علیه دولت کوبا) با طرح اتهاماتی علیه این دولت مبنی بر هواپیماربایی و بمب‌گذاری بود و به منظور نشان دادن شواهدی که دولت کوبا در انجام اهداف غیرنظامی در داخل ایالات متحده و علیه نیروهای مسلح ایالات متحده آمریکا دخالت دارد، چند اقدام عملی هم در مناطقی از جمله میامی، فلوریدا یا در واشینگتن در برنامه گنجانیده شده بود که دولت کمونیست کوبا در آنها نقش داشته‌است، این طرح توسط رئیس ستاد مشترک ارتش لیمان لمنیتزر (Lyman L. Lemnitzer) تدوین و امضا شد و برای وزیر دفاع ارسال شد تا امضا شود، اما پس از آن که توسط رئیس‌جمهور جان اف. کندی. رد شد این عملیات متوقف شد. بدنبال انتشار اسناد عملیات نورت‌وود حاکی از آن است که هیچ‌کدام از طرح‌ها عملیاتی نشد.

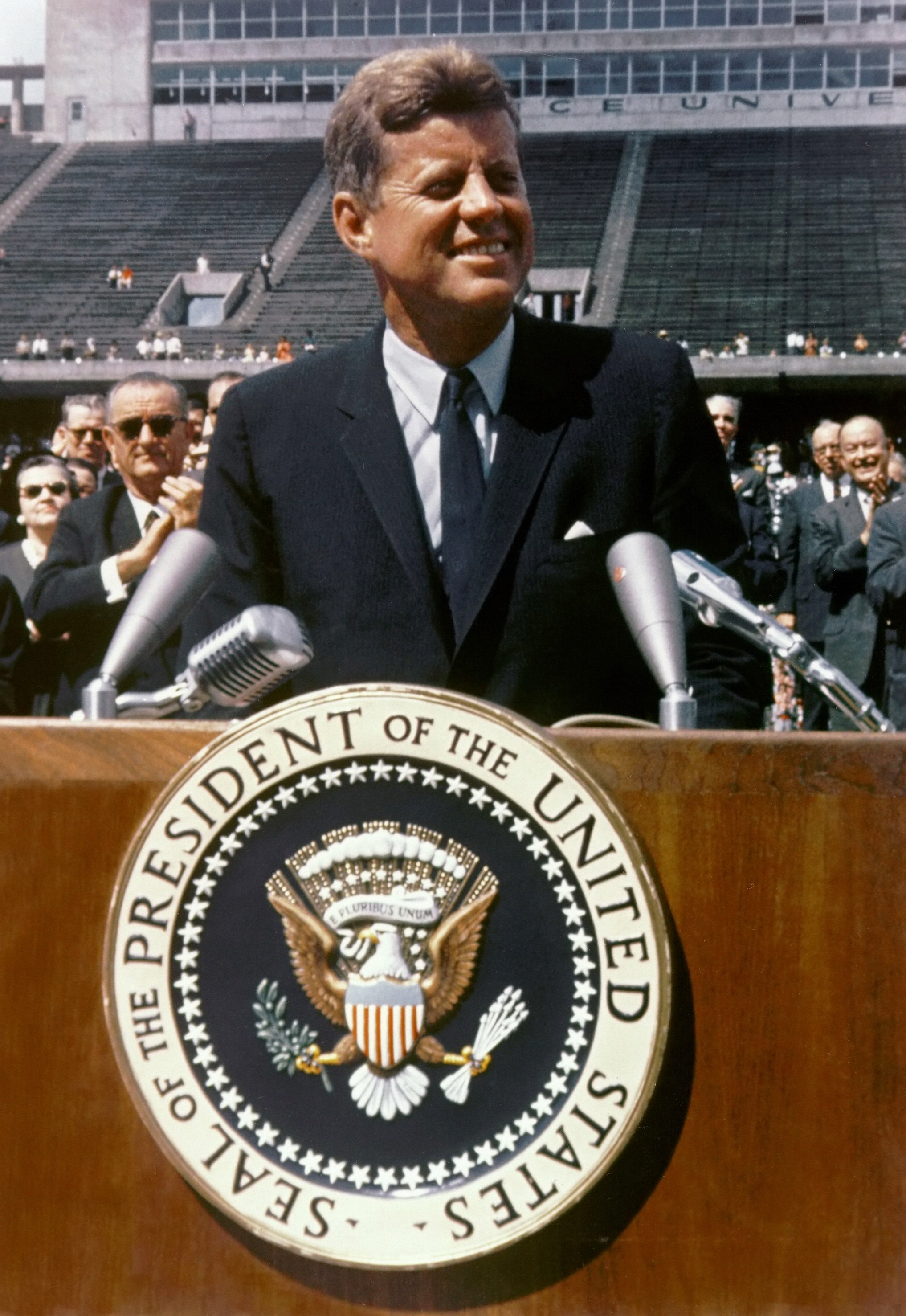
جان اف کندی در حین سخنرانی در دانشگاه رایس